# Piktek
A piktek törzsszövetség volt Skócia középső és északi részein a 3. század és a 10. század között. A Forth folyótól és a Clyde folyótól északra éltek. A rómaiak által caledonoknak nevezett és más törzsek leszármazottjai. A Piktföld, vagy más néven Pictavia lett Alba királyság a 10. században és a piktekből alakult ki az Albannach nép, vagyis a skótok.
Nem ismert, hogy a piktek eredetileg milyen néven nevezték magukat. A latin Picti szó jelentése „festett” vagy „tetovált” emberek volt (bár nincs rá bizonyíték, hogy valóban festették vagy tetoválták volna magukat). A Pict szó először Eumenius egy írásában jelent meg 297-ben. (Noha a szót általában latin eredetűnek tekintik, lehet kelta eredetű is, lásd a Pictones nevű gall törzs nevét a Loire völgyében.)
Írország és Dál Riata gaeljei Cruithne néven ismerték a pikteket. (Például óír cru(i)then-túath.) A cruithne nép az ír Ulster tartományban is élt, Dál nAraidi királyságban. A britonok és a korai walesiek Prydyn néven ismerték a pikteket; ugyanebből a tőből erednek a Britain (Britannia) és briton szavak is.
A pikt nyelv kihalt, írásos emlékek nem maradtak fenn – a Pikt Köveknek is nevezett stilizált bevéséseket kivéve, amelyeket egyelőre nem sikerült értelmezni. Csak a helynevekből és az emlékműveken talált személynevekből következtethetünk, hogy a piktek vélhetően egy kelta nyelvet beszéltek, amely a délebbre lakó britonok nyelvével lehetett rokon. A feliratok egy része egyes vélemények szerint nem kelta, tehát lehetséges, hogy más nyelveket is használtak.

## Társadalmuk

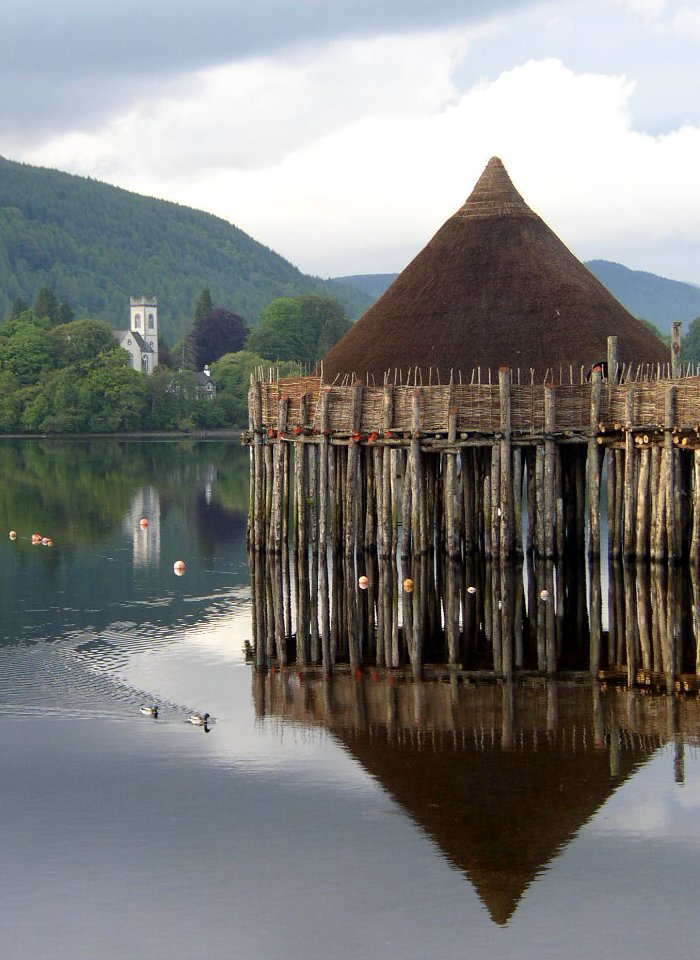
Rekonstruált crannóg a Loch Tayon

A piktek társadalmáról főleg csak régészeti forrásaink vannak. Pikt írott forrás nagyon kevés maradt fenn, de a 6. századtól számos forrásból vannak értesüléseink a pikt történelemről, beleértve a Szent Kolumba és Szent Adomnán életéről szóló forrásokat és különböző ír évkönyveket.
Mint a legtöbb korabeli északi nép, a piktek kis földművelő és állattenyésztő közösségekben éltek. A római időszakban gyakran hozták őket összefüggésbe a kalózkodással, de ha ez igaz is, valószínűleg tengeri kereskedelemmel is foglalkoztak. A pikt kőemlékeken talált feliratoknak csak egy részét fejtették meg, jó részük talán egyszerűen csak azoknak a nevét tartalmazza, akiket a köveken meg akartak örökíteni.
A Skóciában sok helyen romos formában megtalálható, Broch néven ismert vaskori kör alaprajzú kőtornyok építését gyakran tulajdonítják a pikteknek. Valójában ezeknek az építése 100 körül befejeződött, de valóban használták őket a pikt korszakban is. A crannóg nevű kőkori mesterségessziget-építmények közül néhányat szintén használtak a piktek.

## Vallásuk
A piktek vallása kezdetben kelta típusú többistenhit lehetett. Pontosan nem ismert, mikor vették fel a kereszténységet, de vannak olyan hagyományok, amelyek szerint Szent Palládiusz (5. század) Írország után a Piktföldre ment, illetve amelyek írországi Szent Brigittát (451–525) a skóciai Abernethy faluhoz kötik. Szent Patrik „hitehagyott piktekre” utal, a 7. századi Y Gododdin elégiák viszont nem említik, hogy a piktek pogányok lennének. A pikt elit megtérése valószínűleg hosszú időn keresztül zajlott, az 5. század kezdetétől, és minden bizonnyal nem fejeződött be egészen a 7. századig. A Portmahomack mellett zajlott ásatások egy kolostor alapítását valószínűsítik ott a 6. század végén, egy olyan régióban, amely feltételezhetően az utolsók közt tért a kereszténységre. Ez I. Bridei pikt király és Szent Kolumba kora.

## Történelmük
Az Angolszász krónika első mondatai:

„Britannia szigetén öt nép volt honos, angol (english), velszi (welsh vagy british), skót (scotish), pikt (pictish), latin (latin)... A piktek Szkítiából érkeztek néhány hosszú hajóval, és partra szálltak Írország északi területén. Mondták a skótoknak, hogy itt kell letelepedniük, de a skótok nem engedték mindannyiuknak, hogy ezen a területen telepedjenek le, viszont ajánlottak egy másik szigetet keleten, és támogatást is ígértek a pikteknek a letelepedéshez. Valamint feleséget is a skótoktól szereztek annak fejében, hogy királyt mindig a női ágból választanak, és ez hosszú időn át így is működött. Azután a skótok egy része Írországból brit területre ment Reoda vezetésével, akiket Dalreodi-nak vagy Dalreathian-oknak is neveznek.
Kr. u. 443: A britek Rómához fordultak segítségért a piktek elleni harcban, de Róma hadban állt Attilával, a hunok királyával, így nem segítettek.
Kr. u. 560: Columba, egy lelkész érkezett a piktekhez, hogy Jézus hitére térítse őket.”